# 김동준 (1886년)
김동준(金東準, 1886년 11월 24일 ~ 1973년 11월 26일)은 대한제국과 일제강점기의 관료로, 본적은 평안북도 영변군 오리면이다.

## 생애
1904년 6월 입학할 때부터 1905년 4월 졸업할 때까지 사립 영변일어학교에 재학했으며 1906년 2월 사립 영변일어학교 교사로 재직했다. 1905년 4월 러일 전쟁 당시 일본 제국 육군 통역관으로 복무했으며 1906년 4월 1일 러일 전쟁에 참전한 공로를 인정받아 일본 정부로부터 상여금 20원을 받았다.
1907년 4월 평안북도 관찰도 겸 평안북도 재판소 통역관보로 임명되었으며 1912년 8월 1일 일본 정부로부터 한국 병합 기념장을 받았다. 1912년 10월 14일부터 1920년까지 전라남도 광양군수를 역임했으며 1915년 11월 10일 일본 정부로부터 다이쇼 대례 기념장을 받았다. 광양군수로 재직 중이던 1920년 일본을 시찰한 뒤에 집필한 《내지시찰복명서(內地視察復命書)》를 통해 내선융화의 당위성을 주장했다.
1917년 전라남도 지방토지조사위원회 임시위원, 1921년 전라남도 도이사관으로 각각 임명되었으며 조선총독부 중추원 통역관(1921년 ~ 1925년)과 서기관(1923년 ~ 1925년), 구관급조사위원회 위원(1921년), 조선사편찬위원회 간사(1922년 ~ 1925년)를 역임했다. 1924년 1월 30일 일본 정부로부터 훈6등 서보장을 받았으며 1925년 7월 20일 조선사 편수회 간사로 임명되었다. 소학교급보통학교 교원시험 경상남도위원장(1926년), 경상남도 내무부 산업과 이사관과 경상남도 물산진열관 관장(1927년), 경상남도 진주군수(1927년 9월 3일 ~ 1928년 4월 13일), 경상남도 동래군수(1928년 4월 14일 ~ 1929년 3월 27일), 전라남도 구례군수(1929년 3월 28일 ~ 1929년 12월 27일)를 역임했지만 경상남도 동래군수로 재직 중이던 1929년 4월 일면 일교제(一面 一校制) 시행 문제로 인해 좌천되기도 했다. 1928년 11월 16일 일본 정부로부터 쇼와 대례 기념장, 1929년 1월 30일 훈5등 서보장을 받았다.
1933년 부산교화연맹과 부산국방의회 부회장, 1939년 4월 육군특별지원병 부산후원회 부회장, 1940년 국민총력부산연맹 부이사장, 1941년 10월 조선임전보국단 발기인 겸 평의원을 역임하는 등 일본의 침략 전쟁에 적극 협력하는 한편 조선총독부 기관지 《매일신보》에 기고한 〈지원병제도 실시와 내선일체의 감격〉(1938년 1월 18일), 〈삼십년래의 숙원〉, 〈징병제의 감격을 듣다〉(1942년 5월 11일), 〈멸적(滅敵)의 결사대(決死隊)로〉(1944년 9월 12일) 등의 글을 통해 징병과 징용을 선전했다.
1940년부터 1944년까지 경상남도 도회의원을 역임했으며 1945년 6월 6일부터 1945년 8월 광복 때까지 조선총독부 중추원 참의를 역임했다. 광복 이후인 1949년 5월 15일 반민족행위특별조사위원회에 체포되어 조사를 받기도 했다. 친일파 708인 명단의 중추원 부문, 민족문제연구소의 친일인명사전 수록자 명단의 중추원 부문과 관료 부문, 친일반민족행위진상규명위원회가 발표한 친일반민족행위 705인 명단에 포함되었다.

## 참고 자료
- 친일반민족행위진상규명위원회 (2009). 〈김동준〉. 《친일반민족행위진상규명 보고서 Ⅳ-2》. 서울. 211~230쪽.